# Jocelyn Bell Burnell

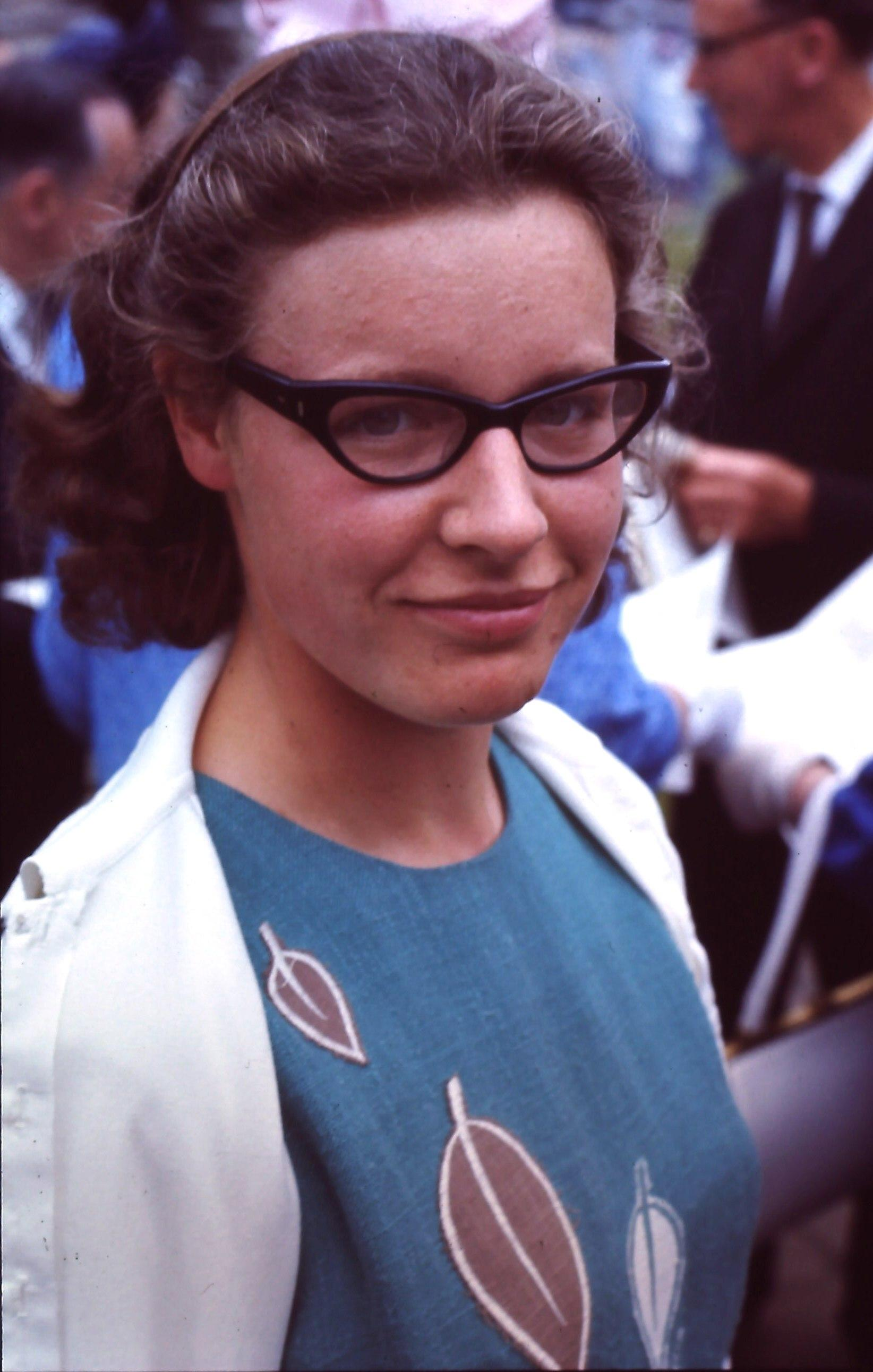
Jocelyn Bell, en junio de 1967.

Susan Jocelyn Bell Burnell, también Dame Jocelyn Bell Burnell y de soltera Susan Jocelyn Bell (Belfast, Irlanda del Norte, 15 de julio de 1943), es una astrofísica norirlandesa que, como estudiante de postgrado, descubrió el primer púlsar en 1967, cuando le llamó la atención un pequeño cambio inusual en las señales recibidas por el radiotelescopio con el que trabajó. La detección de estas radiofuentes ha permitido contrastar la teoría de la evolución estelar. Ella es una de las científicas más influyentes del Reino Unido, ha recibido numerosos galardones y se le atribuyó "uno de los logros científicos más significativos del siglo XX". El descubrimiento fue reconocido por la concesión del Premio Nobel de Física de 1974, pero a pesar de que ella fue la primera en observar los púlsares, no fue una de las destinatarias del premio.
Bell Burnell se desempeñó como presidenta de la Real Sociedad Astronómica de 2002 a 2004, como presidenta del Institute of Physics (Instituto de Física) de 2008 a 2010 y como presidenta interina del instituto, tras la muerte de su sucesor, Marshall Stoneham, a principios de 2011.
En el 2018 recibió el Special Breakthrough Prize in Fundamental Physics (Premio Especial de Avance en Física Fundamental) y, tras el anuncio del premio, decidió dar el total del premio de £ 2,3 millones para ayudar a las mujeres, las minorías y los estudiantes refugiados que buscan convertirse en investigadores de física; estos fondos los administra el Institute of Physics (Instituto de Física). El esquema de beca resultante se conoce como el Bell Burnell Graduate Scholarship Fund (Fondo de Becas para Graduados de Bell Burnell).
En 2021, Bell Burnell se convirtió en la segunda mujer receptora (después de Dorothy Hodgkin en 1976) de la Medalla Copley.

## Biografía

### Infancia y juventud
Jocelyn Bell nació en Irlanda del Norte, donde su padre fue arquitecto del planetario Armagh. Ella visitaba con frecuencia el planetario, y el personal que trabajaba allí fomentó su interés por la astronomía. El padre de Bell disponía de una gran biblioteca, y animó a su hija a leer. Ella se interesó especialmente por los libros de astronomía.
Creció en Lurgan y asistió al Departamento Preparatorio del Lurgan College de 1948 a 1956, donde a ella, como a las otras niñas, no se les permitía estudiar ciencias hasta que sus padres (y otros) protestaron contra la política de la escuela. Hasta entonces, el plan de estudios de las niñas incluía temas como cocinar y coser en lugar de ciencias.
A los once años, Jocelyn Bell suspendió el examen 11+, «una prueba realizada a los estudiantes de último curso de primaria. Este examen determinaba a qué tipo de escuela acudirían los estudiantes, y los resultados de Jocelyn concluían que no debía seguir por la senda "académica". A pesar de ello, sus padres la apoyaron y la alentaron precisamente para que obtuviera una educación más "académica".» La enviaron a la Mount School en York (Inglaterra), un colegio cuáquero para chicas, donde quedó impresionada por un maestro de física, quien le enseñó que:
«No tienes que aprender montones y montones de datos; tan solo aprende unas pocas cosas claves, y... entonces podrás aplicarlas y construir y desarrollar sobre ellas... Fue un gran maestro, y me mostró cómo, en realidad, la física era sencilla».

### Formación universitaria y descubrimiento de los púlsares
En 1965 obtuvo un grado en Física con honores en la Universidad de Glasgow. «Ese mismo año comenzó a trabajar en su doctorado bajo la dirección de Anthony Hewish en la Universidad de Cambridge.» Para su doctorado inicialmente investigó los cuásares. «Como parte de su doctorado, Bell [...] y cinco colegas construyeron un radiotelescopio en un terreno dos veces y medio mayor que un campo de fútbol. Tardaron dos años en construirlo y requirió mucho trabajo manual.» El manejo del telescopio, que generaba largas tiras de papel con las señales que recibía, era tarea de Bell. Durante el periodo en el que trabajó con el telescopio éste generó 5,3 km de papel con señales, analizadas en su totalidad por la científica.
En 1967, todavía siendo estudiante de posgrado, quedó intrigada por una señal que ocupaba 0,5 cm de papel que mostraba aumentos regulares en la luminosidad. Luego descubrió la misma señal en el mismo sitio del cielo. Había descubierto el primer púlsar conocido. A continuación, Bell, su supervisor de tesis Antony Hewish y otros colegas de su universidad investigaron las señales más a fondo. El artículo científico que anunciaba el descubrimiento de los púlsares se publicó en febrero de 1968 y tenía cinco autores. Antony Hewish figuraba primero, Bell segunda. En abril de 1968 se publicó otro artículo, donde se daban más detalles de tres de las cuatro radioseñales pulsantes encontradas hasta entonces.
Hewish recibió el Premio Nobel de Física de 1974, junto con Martin Ryle. Varios científicos prominentes criticaron la omisión de Bell Burnell, entre ellos  Fred Hoyle. En 1977, Bell Burnell restó importancia a esta controversia, diciendo: "Creo que degradaría los Premios Nobel si se otorgan a estudiantes de investigación, excepto en casos muy excepcionales, y no creo que este sea uno de ellos". La Real Academia de las Ciencias de Suecia, en su comunicado de prensa que anunciaba el Premio Nobel de Física de 1974, citó a Ryle y Hewish por su trabajo pionero en radioastrofísica, con mención particular del trabajo de Ryle en la técnica de síntesis de apertura y el papel decisivo de Hewish en el descubrimiento de los púlsares.
En 1969 Bell Burnell obtuvo su doctorado en radioastronomía (tesis: The measurement of radio source diameters using a diffraction method).

### Trabajo como investigadora y profesora universitaria
Después de su doctorado «enfocó su investigación en torno a las áreas de astronomía de rayos gamma, en la Universidad de Southampton, y astronomía de rayos X, en el Laboratorio Mullard de Ciencia Espacial, donde trabajó entre 1974 y 1982. También, en 1986, se convirtió en gerente de proyectos del telescopio James Clerk Maxwell, en Hawái.»
Bell Burnell enseñó en la Universidad de Southampton (1970-1973), en el University College de Londres (1974-1982) y en el Real Observatorio de Edimburgo (1982-1991). Además, durante diez años dio clases en The Open University (1991-2001). Fue profesora visitante en la Universidad de Princeton. Antes de jubilarse, fue decana de ciencias en la Universidad de Bath entre los años 2001 y 2004 y presidenta de la Royal Astronomical Society entre 2002 y 2004. De 2008 a 2010 fue presidenta del Institute of Physics. Actualmente es profesora visitante en la Universidad de Oxford.

### Otras actividades
Bell Burnell se compromete a estimular a las mujeres, a las comunidades étnicas minoritarias y a los refugiados que quieren convertirse en físicos. Fundó un fondo a ese fin, el Fondo de Becas para Graduados de Bell Burnell.
Se desempeñó como secretaria de las sesiones de la Britain Yearly Meeting en 1995, 1996 y 1997. Dio una conferencia Swarthmore con el título Broken for Life, en la reunión anual en Aberdeen el 1 de agosto de 1989, y fue la oradora plenaria en la Reunión de la Conferencia General de Amigos de los Estados Unidos en 2000. 
En 2013 dio una conferencia de James Backhouse que se publicó en un libro titulado A Quaker Astronomer Reflects: Can a Scientist Also Be Religious?, en el que Burnell reflexiona sobre cómo el conocimiento cosmológico puede estar relacionado con lo que dice la Biblia.

### Vida privada
En 1968, Bell se casó con Martin Burnell; se divorció de él en 1993 después de separarse en 1989. Martin Burnell era un oficial del Gobierno local. Jocelyn Bell Burnell trabajó a tiempo parcial durante dieciocho años mientras criaba a su hijo, Gavin Burnell, quien llegó a ser miembro del grupo de física de materia condensada en la Universidad de Leeds. Jocelyn Bell Burnell es miembro de la Sociedad Religiosa de los Amigos (los cuáqueros) y es consejera del Instituto Faraday para la Ciencia y la Religión, de la Universidad de Cambridge.

## Carrera e investigación

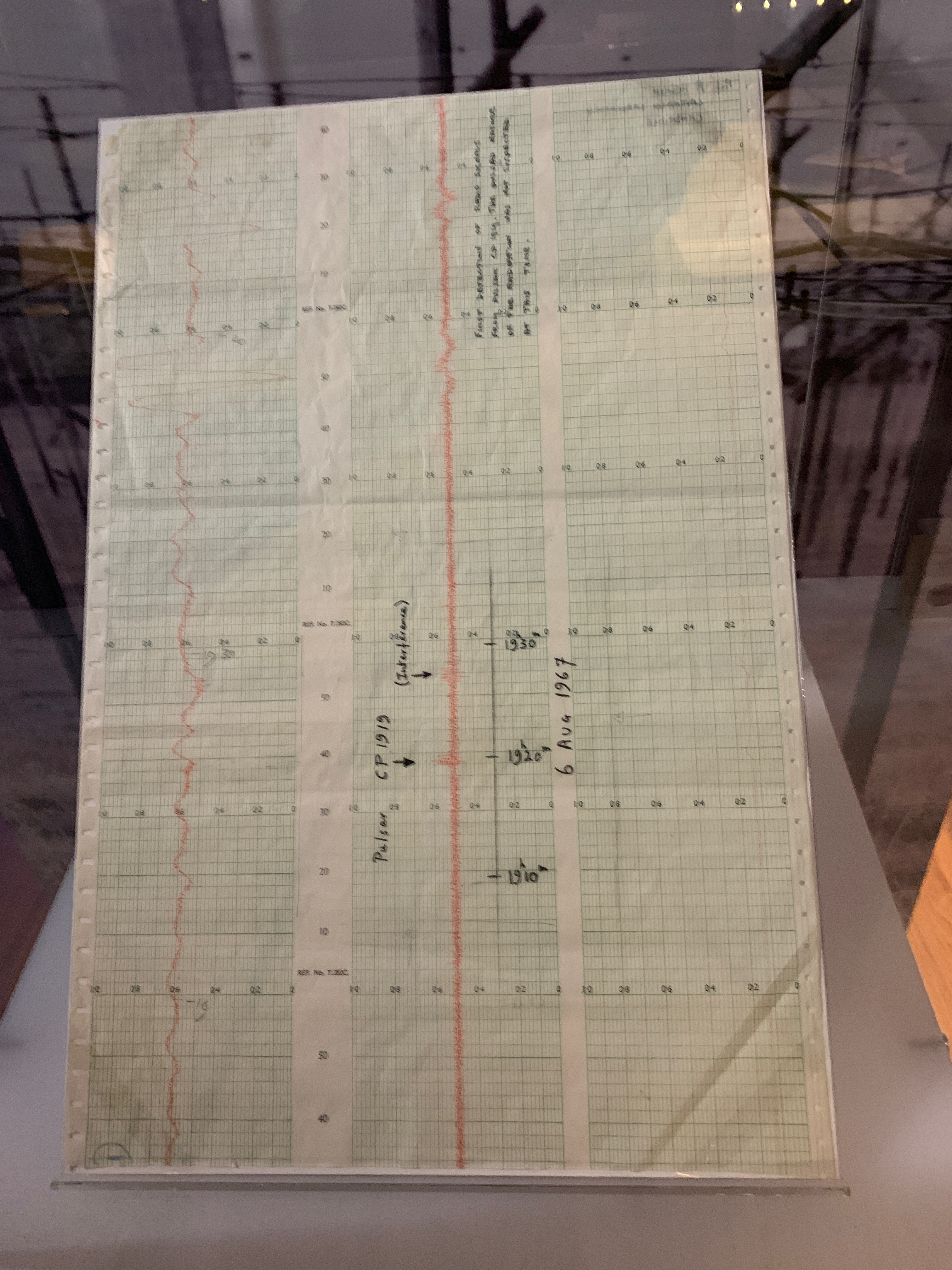
Gráfico en el que Jocelyn Bell Burnell reconoció por primera vez la evidencia de un púlsar, exhibido en la Biblioteca de la Universidad de Cambridge

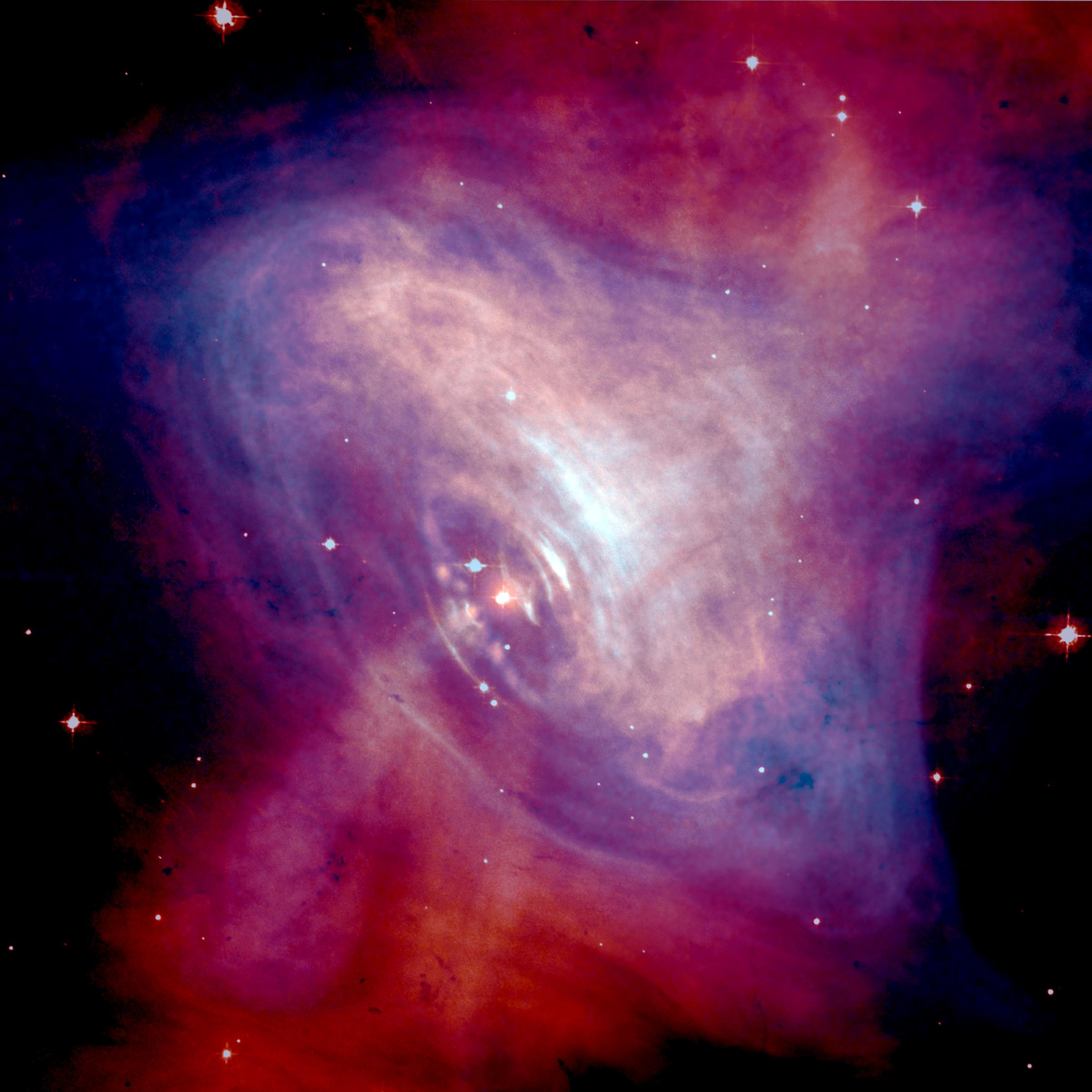
Imagen óptica compuesta / rayos X de la Nebulosa del Cangrejo, que muestra la emisión de sincrotrón en la nebulosa de viento de púlsar circundante, alimentada por inyección de campos magnéticos y partículas del púlsar central

Se graduó de la Universidad de Glasgow con una licenciatura en Filosofía Natural (Física), con honores, en 1965 y obtuvo un doctorado de la Universidad de Cambridge en 1969. En Cambridge, asistió a New Hall. Allí trabajó con Hewish y otros para construir la matriz de centelleo interplanetario para estudiar los cuásares, que se habían descubierto recientemente.
En julio de 1967, Bell Burnell detectó un sector que estaba «un poco desaliñado» en los papeles de su registrador de gráficos que recorría el cielo con las estrellas. Acelerando la velocidad del registro, estableció que la señal estaba pulsando con gran regularidad, a una frecuencia de aproximadamente un pulso cada 1,33 segundos. Temporalmente apodado "Little Green Man 1" (LGM-1), la fuente (ahora conocida como PSR B1919+21) se identificó después de varios años como una estrella de neutrones en rápida rotación. Esto fue documentado más tarde por la serie de la BBC Horizon.
Trabajó en la Universidad de Southampton entre 1968 y 1973, en el University College de Londres de 1974 a 1982 y en el Real Observatorio de Edimburgo (1982–1991). De 1973 a 1987 fue tutora, consultora, examinadora y profesora en The Open University. En 1986, se convirtió en la gerente de proyectos del Telescopio James Clerk Maxwell en Mauna Kea, Hawái. Fue profesora de Física en la Open University desde 1991 hasta 2001. También fue profesora visitante en la Universidad de Princeton en los Estados Unidos, decana de Ciencias en la Universidad de Bath (2001–04) y presidente de la Royal Astronomical Society entre 2002 y 2004.
Bell Burnell es actualmente profesora visitante de astrofísica en la Universidad de Oxford y miembro de Mansfield College. Fue presidenta del Instituto de Física entre 2008 y 2010. En febrero de 2018 fue nombrada canciller de la Universidad de Dundee. En 2018, Bell Burnell visitó Parkes, NSW, para impartir la conferencia magistral de John Bolton en el evento CWAS AstroFest.
En 2018, recibió el Premio Especial de Avances en Física Fundamental, por un valor de tres millones de dólares (£ 2,3 millones), por su descubrimiento de los púlsares de radio. El Premio Especial, en contraste con el premio anual regular, no está restringido a descubrimientos recientes. Ella donó todo el dinero "para financiar a mujeres, minorías étnicas subrepresentadas y estudiantes refugiados para convertirse en investigadores de física", los fondos a ser administrados por el Instituto de Física.

## Premios y reconocimientos
A pesar de que no obtuvo el Premio Nobel junto a Hewish por su descubrimiento, ha sido galardonada por muchas otras organizaciones. Obtuvo la Medalla Michelson del Instituto Franklin (1973, junto a Hewish). En 1978 le fue entregado el Premio J. Robert Oppenheimer Memorial del Centro de Estudios Teóricos de Miami. También ha recibido el Premio Beatrice M. Tinsley de la Sociedad Astronómica Estadounidense (1987), el Magellanic Premium de la Sociedad Filosófica Estadounidense, el Jansky Lectureship del Observatorio Radioastronómico Nacional y la Medalla Herschel de la Royal Astronomical Society (1989). También ha recibido numerosos títulos honoríficos, como el de Comandante de la Orden del Imperio Británico así como Colega de la Royal Society.
La exclusión de Jocelyn Bell entre los galardonados con el Premio Nobel causó gran controversia entre sus colegas, aunque, según confiesa en una entrevista, no lo lamenta y cree que le ha ido mejor en la vida sin ese galardón.
A propuesta de la comisión Mujeres y Ciencia del CSIC, recibió el año 2015 la Medalla de Oro de la mayor institución científica española.
Es Presidenta de Honor de la Burnell House en la Escuela de Gramática Cambridge, en Ballymena, Irlanda del Norte.
En 1989 fue reconocida con la medalla Herschel de la Real Sociedad Británica de Astronomía por su descubrimiento de los púlsares.
Tiene los títulos honoríficos de Dama Comandante de la Orden del Imperio Británico, así como Fellow de la Royal Society. 
En noviembre de 2017 fue investida doctora honoris causa de la Universidad de Valencia a propuesta de la Facultad de Física. La primera mujer que recibió esta distinción en la UV fue Nataša Kandić en 2001.

### Controversia del Premio Nobel
Que Bell no recibiera reconocimiento en el Premio Nobel de Física de 1974 ha sido un punto de controversia desde entonces. Ayudó a construir la matriz de centelleo interplanetario durante dos años e inicialmente detectó la anomalía, a veces revisando hasta cerca de 30 metros de datos en papel por noche. Bell afirmó más tarde que tenía que ser persistente en informar de la anomalía ante el escepticismo por parte de Hewish, quien inicialmente insistió en que se debía a una interferencia de origen humano. Asimismo mencionó las reuniones celebradas por Hewish y Ryle a las que no fue invitada. En 1977, Bell comentó sobre el tema:

Primero, las disputas de demarcación entre el supervisor y el estudiante siempre son difíciles, probablemente imposibles de resolver. En segundo lugar, es el supervisor quien tiene la responsabilidad final del éxito o fracaso del proyecto. Nos enteramos de casos en los que un supervisor culpa a su estudiante por un fracaso, pero sabemos que es en gran parte culpa del supervisor. Me parece justo que él también se beneficie de los éxitos. En tercer lugar, creo que degradaría los Premios Nobel si fueran otorgados a estudiantes de investigación, excepto en casos muy excepcionales, y no creo que este sea uno de ellos. Finalmente, no estoy molesta por eso, después de todo, estoy en buena compañía, ¿no es cierto?

Se ha publicado que padecía el síndrome del impostor, a veces llamado fenómeno del impostor y acuñado como fenómeno del impostor. Es un fenómeno psicológico en el que la gente se siente incapaz de internalizar sus logros y sufre un miedo persistente de ser descubierto como un fraude.

### Premio Breaktrough

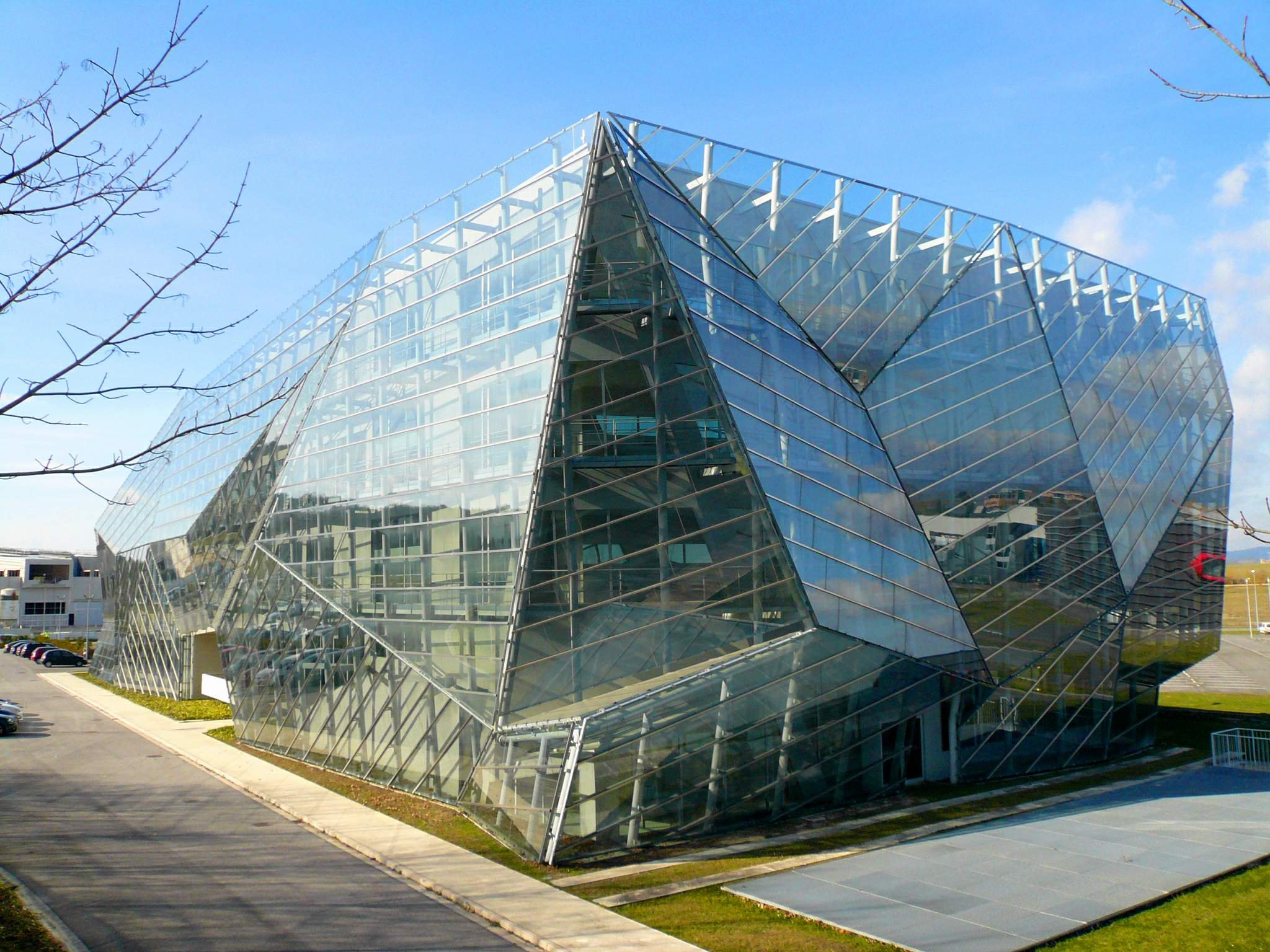
El Edificio E8 Jocelyn Bell del Parque Tecnológico de Álava (Vitoria) toma esta denominación en honor a la radioastrónoma.

El 6 de septiembre de 2018, Bell Burnell se hizo acreedora del premio especial Breaktrough en Física Fundamental, que consta de tres millones de dólares, por haber sido la verdadera descubridora de los pulsares en 1967, por sus logros científicos y por su liderazgo inspirador a lo largo de las últimas cinco décadas. Con el dinero del premio, Bell Burnell establecerá un fondo especial de becas para contrarrestar el 'sesgo inconsciente' en la comunidad de la física que dificulta a las mujeres, las minorías étnicas y las estudiantes refugiadas, convertirse en investigadoras.